# Батомга (река)
Батомга — река в Хабаровском крае, Россия, левый приток Маи. Длина реки — 246 км, площадь водосборного бассейна — 7830 км².
Река образуется слиянием двух притоков, Левой Батомги и Правой Батомги, на высоте 714 м над уровня моря в юго-западной части хребта Джугджур. В верховьях течёт в западном направлении. Затем, после впадения Улески, последовательно поворачивает на северо-запад и север. В среднем и нижнем течении берега местами заболочены. На берегу находится метеостанция Батомга. Впадает в Маю несколькими рукавами слева на высоте 289 м над уровнем моря выше по течению от села Джигда. Ширина русла в низовьях — 105 м, глубина — 1,0 м, скорость течения — 1,2 м/с. 

## Основные притоки
Указаны поименованные притоки длиной 30 км и более
| Название       | Расстояние от устья | Длина | Положение |
| -------------- | ------------------- | ----- | --------- |
| Немуйкан       | 89                  | 94    | правый    |
| Большой Эвикан | 99                  | 39    | левый     |
| Берея          | 117                 | 36    | левый     |
| Мотара         | 152                 | 66    | левый     |
| Айли           | 164                 | 33    | правый    |
| Тунум          | 179                 | 80    | левый     |
| Овланджа       | 194                 | 30    | правый    |
| Улеска         | 210                 | 38    | левый     |

## Данные водного реестра
По данным государственного водного реестра России относится к Ленскому бассейновому округу, речной бассейн реки — Лена, речной подбассейн реки — Алдан, водохозяйственный участок реки — Мая от истока до водомерного поста села Аим.
Код объекта в государственном водном реестре — 18030600512117300026536.